# Uniwersytet we Fryburgu (Szwajcaria)
Uniwersytet we Fryburgu (Université de Fribourg / Universität Freiburg) – dwujęzyczny katolicki uniwersytet państwowy we Fryburgu (Szwajcaria).

## Historia
Z końcem lat 80. XIX w. w dość biednym kantonie fryburskim (wtedy tylko 120 tys. mieszkańców) postanowiono założyć uniwersytet, który miał stać się motorem napędowym dla rozwoju miasta Fryburga i całego regionu. W tym celu władze kantonu, za zgodą mieszkańców, wyasygnowały ogromną wtedy kwotę – 2,5 mln franków. Za te pieniądze zbudowano lub zaadaptowano gmachy, przystosowując je do potrzeb uczelni. Uniwersytet został otwarty 4 listopada 1889 r. Był od początku uczelnią dwujęzyczną: Wszystkie wykłady i seminaria prowadzono w językach niemieckim i francuskim. Jego międzynarodowy charakter odzwierciedla sytuację Fryburga, leżącego na granicy kultury francuskiej i niemieckiej. Do dwóch, pierwszych Wydziałów: Prawa oraz Literatury dołączyły: Wydział Teologii, założony z inicjatywy papieża Leona XII w 1890 roku, pod opieką zakonu dominikanów oraz Wydział Nauk Matematycznych i Przyrodniczych w 1896 roku. Początkowo nie była to uczelnia najwyższej rangi.
Na uniwersytet przyjmowano kobiety po przedstawieniu świadectwa ukończenia szkoły (gimnazjum) i świadectwa moralności. Mogły one studiować na wydziałach: prawa, filologii i matematyczno-przyrodniczym, nie mogły jednak słuchać wykładów teologicznych.

## Polacy na Uniwersytecie
Na Uniwersytecie Fryburskim od początku pracowało wielu wykładowców, zwerbowanych przez Szwajcarów z ziem polskich.
Katedrę literatur i języków słowiańskich jako pierwszy objął w 1889 r. Józef Kallenbach, znawca literatury staropolskiej i twórczości Mickiewicza (późniejszy rektor Uniwersytetu Jagiellońskiego). Wykładał tu historię literatury polskiej (3 godz. tygodniowo), gramatykę polską (2 godziny) i prowadził seminarium doktoranckie z twórczości Jana Kochanowskiego. W 1901 r. zastąpił go na tym stanowisku Stanisław Dobrzycki, który był kierownikiem katedry Języków i Literatur Słowiańskich. W 1906 otrzymał on tu tytuł profesora zwyczajnego, a w roku akademickim 1911–1912 pełnił funkcję dziekana Wydziału Filozoficznego. W 1891 r. katedrę filologii klasycznych objął na krótko Adam Miodoński. W roku 1900 profesorem nauk moralnych i politycznych mianowany został Antoni Kostanecki, znany później ekonomista, a po odzyskaniu niepodległości rektor Uniwersytetu Warszawskiego. W latach 90. prawo rzymskie wykładał profesor Ignacy Koschembahr-Łyskowski, który przez pewien czas pełnił funkcję dziekana Wydziału Prawa. Wykłady z prawa międzynarodowego publicznego i prywatnego prowadził Zygmunt Cybichowski.
Wydział Nauk Matematycznych i Przyrodniczych Uniwersytetu zorganizował od podstaw Józef Wierusz-Kowalski, który następnie w roku akademickim 1897/1898 był rektorem uczelni. W latach 1897–1901 jako asystent Wierusza-Kowalskiego na uniwersytecie pracował Ignacy Mościcki, późniejszy prezydent II RP w latach 1926–1939. Innym asystentem był Jan Modzelewski, późniejszy przedsiębiorca we Fryburgu i dyplomata, długoletni poseł nadzwyczajny i pełnomocny w Bernie.
W 1896 roku profesorem chemii organicznej i analitycznej na nowo powstałym Wydziale Nauk Przyrodniczych Uniwersytetu został Augustyn Bistrzycki, któremu powierzono kierowanie laboratorium chemicznym. W roku 1906 katedrę chemii objął Tadeusz Estreicher. Wykładał tu do 1919 r.. Pełniąc obowiązki profesora nadzwyczajnego chemii nieorganicznej i ogólnej oraz kierownika II Zakładu Chemicznego zorganizował tu m.in. laboratorium kriogeniczne. W latach 1902–1904 asystentem w katedrze chemii organicznej był Karol Dziewoński, późniejszy profesor Uniwersytetu Jagiellońskiego. Profesorem biologii był znany bakteriolog Zygmunt Glücksmann.
W latach 1944–77 profesorem filologii orientalnej i słowiańskiej na uniwersytecie we Fryburgu był Konstanty Regamey, do 1939 profesor Uniwersytetu Warszawskiego. Od 1945 profesorem filozofii współczesnej oraz rektorem w latach 1964-66 był filozof dominikanin Józef Maria Bocheński. Profesorami byli także o. Marie-Dominique Philippe OP, założyciel Wspólnoty św. Jana, której pierwsi członkowie byli studentami Uniwersytetu, oraz obecny kardynał metropolita Wiednia o. Christoph Schönborn OP.
Na Uniwersytecie Fryburskim również studiowało wielu Polaków. Przez pierwszych 18 lat istnienia Uniwersytetu studiowało ich na nim ok. 400, jednak dyplomy ukończenia uczelni uzyskało spośród nich tylko 39 osób. Wśród studentów byli m.in. Radziwiłłowie, Czartoryski, Krasiński, Krasicki, Woroniecki, Zaleski, Żółkiewscy – z tego względu pojawiały się opinie, że uczelnia fryburska jest uniwersytetem „klerykalno – arystokratycznym”. W 1908 r. na Uniwersytecie było 110 studentów polskich; wśród nich 80 z Królestwa Polskiego.  Polskim studentom pomagała m.in. Fundacja Stypendialna im. Wiktora Osławskiego.